# Pé Langen
Jan Peter (Pé) Langen (Wildervank, 17 oktober 1953) is een Nederlands ondernemer en politicus. Hij is de oprichter van de lokale Veendamse politieke partijen Lijst P en VUK.

## Maatschappelijke betrokkenheid
In Groningen organiseerde Langen vele evenementen, waaronder ongeveer vijfentwintig concerten en festivals, zoals het Zomerspektakel Borgerswold en festivals met onder meer optredens van Normaal en Golden Earring. In zijn woonplaats Veendam organiseerde hij fierljepwedstrijden, "bongelwuppen" in het Gronings, waardoor deze sport ook relatief ver buiten Friesland beoefend wordt.
Naast het organiseren van evenementen zet Langen zich ook in voor de minima in de gemeente Veendam. Zo zette hij begin 2009 in Wildervank een kringloopcentrum met betaalbare prijzen op, omdat hij de bestaande kringloopcentra, zelfs voor mensen met een laag inkomen, veel te duur vond. Alhoewel Langen de winkel niet meer runt, bestaat het initiatief nog wel.
Door zijn onorthodoxe optreden in de gemeentepolitiek verwierf Langen regionale en zelfs enige landelijke bekendheid.

## Lijst P
In de jaren 90 zat Langen in de gemeenteraad van Veendam met zijn politieke partij Lijst P. Het programma van de Lijst P, waarop onder andere het legaliseren van wiet en andere softdrugs stond, maakte de partij vanaf het begin omstreden. Langen, eigenaar van een coffeeshop, beloofde de kiezers 100 procent werkgelegenheid in Oost-Groningen als de boeren nederwiet mochten gaan verbouwen. Toen Langen zich ergerde aan veelheid aan obstakels op de Veendamse voetpaden, besloot hij een protestactie uit te voeren. Onder invloed van enkele biertjes, wat whisky en een vette blow besloot hij enkele terrassen aan flarden te rijden met zijn auto. Een persoon werd daarbij geraakt, maar raakte niet gewond. De achterban van Lijst P eiste na dit incident het vertrek van Langen. Pé Langen heeft 8 jaar lang in de politiek gezeten met Lijst P.

## VUK
Langen kwam in 2009 opnieuw in opspraak, omdat hij aanvankelijk niet mocht meedoen aan de gemeenteraadsverkiezingen van 2010. Zijn partij VUK, dat staat voor Veuruutkiekn (Gronings voor Vooruit Kijken), zou volgens de Kiesraad te veel op het Engelse fuck lijken en daarmee insinuerend zijn. Doordat GeenStijl aandacht besteedde aan het onderwerp, haalde Langen wederom het landelijke nieuws. Uiteindelijk behaalde Langen met VUK een zetel in de gemeenteraad van Veendam, waarmee Pé terugkeerde in de politiek. Bij de verkiezingen in 2014, 2018 en 2022 haalde Langen steeds twee zetels.